# Eschen
Eschen (alemannul Escha) a Liechtensteini hercegség negyedik legnagyobb városa.

## Földrajz
Az önkormányzat magában foglalja Nendeln falut, amelynek vasútállomása a Feldkirch-Buchs vonalon található.

## Politika
A település vezetője 2019 óta Tino Quaderer (FBP), az önkormányzati tanács tizenegy tagból áll.

## Gazdaság
A Novodent és a ThyssenKrupp Presta központja Eschenben található.

## Sport
- USV Eschen/Mauren, labdarúgócsapat

## Escheniek
- Gerard Batliner (1928-2008) – ügyvéd, Liechtenstein kormányfője 1962 és 1970 között
- Marlies Amann-Marxer (1952-) liechtensteini politikus, volt infrastrukturális, környezetvédelmi és sportminiszter
- Mauro Pedrazzini (1965-) liechtensteini politikus, jelenlegi szociális miniszter

## Fordítás
Ez a szócikk részben vagy egészben  az   Eschen című angol Wikipédia-szócikk fordításán alapul.  Az eredeti cikk szerkesztőit annak laptörténete sorolja fel. Ez a jelzés csupán a megfogalmazás eredetét és a szerzői jogokat jelzi, nem szolgál a cikkben szereplő információk forrásmegjelöléseként.